# Maharashtri
El maharashtri (Marathi: महाराष्ट्री प्राकृत), és una llengua de l'Índia antiga i medieval, que descendeix del pràcrit, i que es parla en el que actualment és Maharashtra i altres parts de l'Índia. És l'avantpassat del marathi, el konkani, el singalès i el divehi. És una de les moltes llengües (sovint anomenades dialectes) que formen l'anomenat pràcrit, i part dels pràcrits dramàtics. El seu ús literari es va fer famós amb les obres de teatre de Kālidāsa.
El maharashtri va ser la més popular entre les llengües del pràcrit. Es va parlar des de Malwa i Rajputana (al nord) fins a la regió dels rius Kistna i Tungabhadra (al sud). El sànscrit va perdre el seu estatus de llengua de comunicació en algun moment al voltant de l'any 500 aC, quan el pràcrit va esdevenir la llengua en ús. El rei Hala (rei: 20-24 dC), mencionat en els Puranas com a membre de la dinastia Satavahana, va utilitzar el maharashtri, aleshores popular, per escriure el Saptashati(सप्तशती) o Gāthā Saptashatī, el Setubandh (सेतुबंध) i el Karpurmanjari (कर्पुरमंजरी). El maharashtri es va parlar durant 1000 anys (del 500 aC al 500 dC). Els historiadors estan d'acord que el maharashtri i altres pràcrits han prevalgut en l'actual Maharashtra.
El maharashtri va ser àmpliament parlat a l'oest de l'Índia i, fins i tot al sud, a zones que parlen kanara.
El marathi descendeix del dialecte maharashtri (literalment, la llengua de l'imperi), el qual va ser la llengua oficial de l'imperi Satavahana en el primer segles de l'Era comuna. Sota el patrocini de l'imperi Satavahana, el maharashtri es va convertir en el pràcrit més estes del seu temps, i també va dominar la cultura literària entre els tres pràcrits dramàtics d'aquell temps (el maharashtri, el sauraseni i el magadhi). Una versió del maharashtri, anomenada maharashtri jaina, també va ser emprat per escriure seccions de les escriptures jainistes. El Sattasai de l'emperador Hala, una antologia de més de 700 poemes d'amor, s'ha establert com l'obra més famosa de la literatura en maharashtri. El maharashtri va evolucionar durant els segles XV i XVI en el marathi.